# Landaanwinning

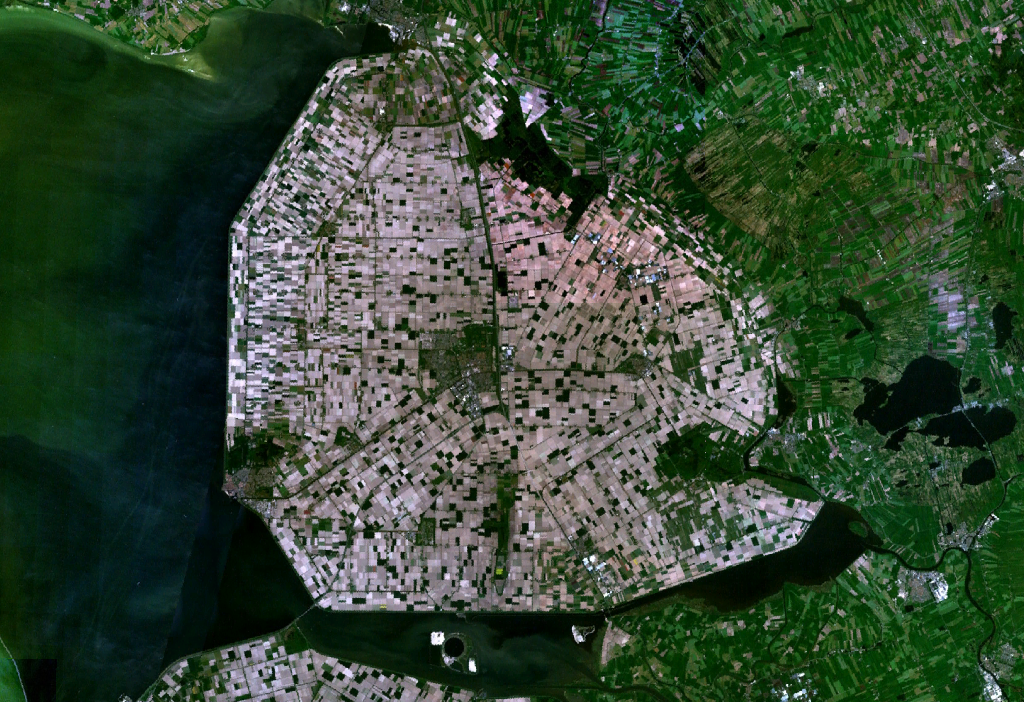
De Nederlandse droogmakerij Noordoostpolder

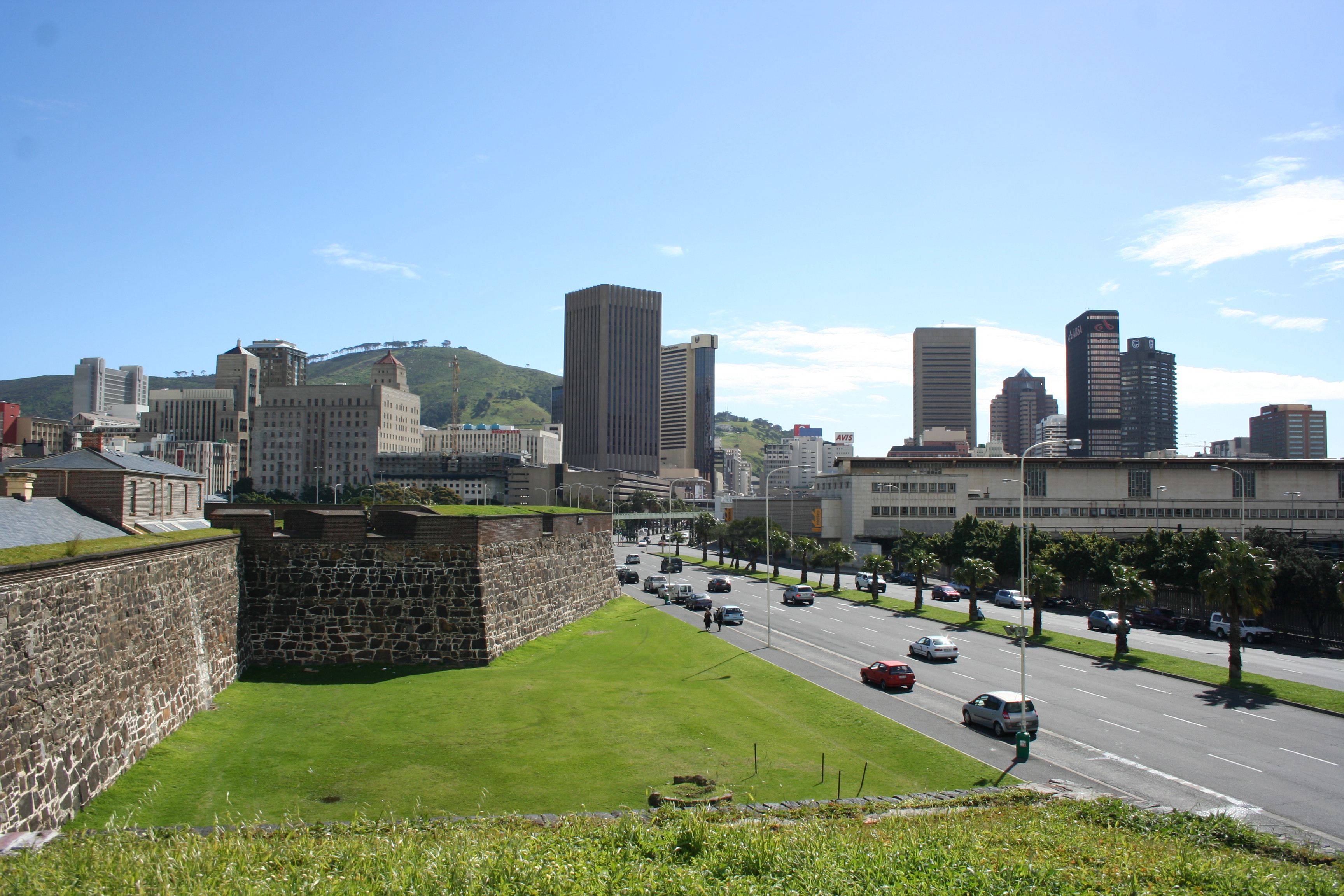
Zicht vanuit het Kasteel de Goede Hoop in Kaapstad op 'Strand Straat'. Het kasteel grensde oorspronkelijk aan zee maar ligt door de landwinning nu centraal in de stad

Landaanwinning (of landwinning) is het creëren van nieuw landoppervlak door dit te onttrekken van oppervlaktewater zoals zee of rivieren. Er bestaan verschillende technieken om landoppervlak te winnen, zoals opspuiten, aanplempen of droogmalen/inpolderen.
Omdat landwinning relatief duur is komt dit voornamelijk voor in gebieden die te kampen hebben met een groot ruimtegebrek.
Zo staat Nederland bekend om zijn lange traditie van landwinning, met grote droogmakerijen als de Beemster, de Haarlemmermeer en Flevoland en opgespoten land als de Maasvlakte en IJburg. In België is voor de haven van Zeebrugge land aangewonnen uit de Noordzee.
Ook dichtbebouwde (voormalige) dwergstaten als Monaco, Singapore, Hongkong, Macau hebben een groot gedeelte van hun landoppervlakte door landwinning verkregen.
Steden als New York en Tokio hebben ook grote stukken nieuw land gecreëerd.
Een uitzondering vormen de kunstmatige (schier)eilanden bij Dubai, die voornamelijk vanuit een toeristisch-economisch perspectief zijn ontwikkeld.